# Carlos Quintero (kolarz)
Carlos Julián Quintero Norena (ur. 5 marca 1986 w Villamaría) – kolumbijski kolarz szosowy.

## Osiągnięcia
Opracowano na podstawie:

2007
- 3. miejsce w Trofeo Edil C

2012
- 1. miejsce w klasyfikacji górskiej Quatre Jours de Dunkerque

2015
- 1. miejsce w klasyfikacji górskiej Tirreno-Adriático

2019
- 2. miejsce w Klasika Primavera
- 1. miejsce na 1. etapie Vuelta a Asturias
- 3. miejsce w Tour of Fuzhou

2021
- 1. miejsce w Grand Prix Velo Alanya
- 1. miejsce w Grand Prix Gündoğmuş
- 3. miejsce w Tour of Mevlana

## Rankingi
| Rok              | 2006  | 2007 | 2008 | 2009 | 2010 | 2011 | 2012 | 2013 | 2014 | 2015 | 2016  | 2017 | 2018 | 2019 | 2020 | 2021 |
| ---------------- | ----- | ---- | ---- | ---- | ---- | ---- | ---- | ---- | ---- | ---- | ----- | ---- | ---- | ---- | ---- | ---- |
| World Ranking    |       |      |      |      |      |      |      |      |      |      | 2304. | -    | -    | 513. | 231. | 511. |
| UCI Europe Tour  | 1093. | -    | -    | 807. | 485. | -    | -    | 732. | -    | 361. | -     | -    | -    |      |      |      |
| UCI Asia Tour    | -     | -    | -    | -    | -    | -    | -    | -    | 308. | -    | 496.  | -    | -    |      |      |      |
| UCI America Tour | -     | -    | -    | -    | -    | 93.  | -    | -    | -    | -    | -     | -    | -    | 54.  | 17.  | 50.  |
|                  |       |      |      |      |      |      |      |      |      |      |       |      |      |      |      |      |
| Źródło: UCI      |       |      |      |      |      |      |      |      |      |      |       |      |      |      |      |      |